# Copa de Malasia
La Copa de Malasia es una competición anual de fútbol que se celebra en Malasia. Es la competición más antigua de Asia que todavía se celebra. Se disputa generalmente entre los meses de septiembre a diciembre una vez finalizada la competición de liga entre los mejores 16 equipos del país.

## Historia
El torneo comenzó en 1921 y se llamó Malaya Cup. El trofeo original era presentado por hombres y oficiales británicos del acorazado HMS Malaya (01). En honor al acorazado, la competición se renombró a HMS Malaya Cup en 1933. Un nuevo trofeo se inauguró en 1967, y desde entonces la competición se ha conocido como Malaysia Cup o Copa de Malasia. Un torneo de rugby con el mismo nombre también comenzó en paralelo con la copa de fútbol.

## Palmarés
| Temporada | Campeón                                                                                    | Resultado                                                                                  | Finalista                                                                                  | Sede de la final                                                                           |
| --------- | ------------------------------------------------------------------------------------------ | ------------------------------------------------------------------------------------------ | ------------------------------------------------------------------------------------------ | ------------------------------------------------------------------------------------------ |
| 1921      | Singapour FA                                                                               | 2 - 1                                                                                      | Selangor FA                                                                                | Royal Selangor Club, Kuala Lumpur                                                          |
| 1922      | Selangor FA                                                                                | 3 - 2                                                                                      | Singapour FA                                                                               | Royal Selangor Club, Kuala Lumpur                                                          |
| 1923      | Singapour FA                                                                               | 2 - 1                                                                                      | Perak FA                                                                                   | Royal Selangor Club, Kuala Lumpur                                                          |
| 1924      | Singapour FA                                                                               | 1 - 0                                                                                      | Selangor FA                                                                                | Royal Selangor Club, Kuala Lumpur                                                          |
| 1925      | Singapour FA                                                                               | 2 - 1                                                                                      | Selangor FA                                                                                | Anson Road Stadium, Singapur                                                               |
| 1926      | Perak FA                                                                                   | 1 - 0                                                                                      | Singapour FA                                                                               | Royal Selangor Club, Kuala Lumpur                                                          |
| 1927      | Selangor FA                                                                                | 8 - 1                                                                                      | Singapour FA                                                                               | Royal Selangor Club, Kuala Lumpur                                                          |
| 1928      | Selangor FA & Singapour FA título compartido (2 - 2)                                       | Selangor FA & Singapour FA título compartido (2 - 2)                                       | Selangor FA & Singapour FA título compartido (2 - 2)                                       | Royal Selangor Club, Kuala Lumpur                                                          |
| 1929      | Selangor FA & Singapour FA título compartido (2 - 2)                                       | Selangor FA & Singapour FA título compartido (2 - 2)                                       | Selangor FA & Singapour FA título compartido (2 - 2)                                       | Royal Selangor Club, Kuala Lumpur                                                          |
| 1930      | Singapour FA                                                                               | 3 - 0                                                                                      | Selangor FA                                                                                | Anson Road Stadium, Singapur                                                               |
| 1931      | Perak FA                                                                                   | 3 - 1                                                                                      | Singapour FA                                                                               | Chinese Assembly Hall, Ipoh                                                                |
| 1932      | Singapour FA                                                                               | 5 - 3                                                                                      | Selangor FA                                                                                | Royal Selangor Club, Kuala Lumpur                                                          |
| 1933      | Singapour FA                                                                               | 8 - 2                                                                                      | Selangor FA                                                                                | Rifle Range Road, Singapur                                                                 |
| 1934      | Singapour FA                                                                               | 2 - 1                                                                                      | Penang FA                                                                                  | Royal Selangor Club, Kuala Lumpur                                                          |
| 1935      | Selangor FA                                                                                | 3 - 2                                                                                      | Singapour FA                                                                               | Royal Selangor Club, Kuala Lumpur                                                          |
| 1936      | Selangor FA                                                                                | 1 - 0                                                                                      | Singapour FA                                                                               | Rifle Range Road, Singapur                                                                 |
| 1937      | Singapour FA                                                                               | 2 - 1                                                                                      | Selangor FA                                                                                | Royal Selangor Club, Kuala Lumpur                                                          |
| 1938      | Selangor FA                                                                                | 1 - 0                                                                                      | Singapour FA                                                                               | Royal Selangor Club, Kuala Lumpur                                                          |
| 1939      | Singapour FA                                                                               | 3 - 1                                                                                      | Selangor FA                                                                                | Royal Selangor Club, Kuala Lumpur                                                          |
| 1940      | Singapour FA                                                                               | 2 - 0                                                                                      | Kedah FA                                                                                   | Royal Selangor Club, Kuala Lumpur                                                          |
| 1941      | Singapour FA                                                                               | 2 - 1                                                                                      | Penang FA                                                                                  | Royal Selangor Club, Kuala Lumpur                                                          |
| 1942-47   | No disputada a causa de la Ocupación Japonesa de Malasia durante la Segunda Guerra Mundial | No disputada a causa de la Ocupación Japonesa de Malasia durante la Segunda Guerra Mundial | No disputada a causa de la Ocupación Japonesa de Malasia durante la Segunda Guerra Mundial | No disputada a causa de la Ocupación Japonesa de Malasia durante la Segunda Guerra Mundial |
| 1948      | Negeri Sembilan FA                                                                         | 2 - 2, 2 - 1                                                                               | Selangor FA                                                                                | Royal Selangor Club, Kuala Lumpur                                                          |
| 1949      | Selangor FA                                                                                | 3 - 2                                                                                      | Armed Forces                                                                               | Royal Selangor Club, Kuala Lumpur                                                          |
| 1950      | Singapour FA                                                                               | 2 - 0                                                                                      | Penang FA                                                                                  | Royal Selangor Club, Kuala Lumpur                                                          |
| 1951      | Singapour FA                                                                               | 6 - 0                                                                                      | Perak FA                                                                                   | Royal Selangor Club, Kuala Lumpur                                                          |
| 1952      | Singapour FA                                                                               | 3 - 2                                                                                      | Penang FA                                                                                  | Chinese Assembly Hall, Ipoh                                                                |
| 1953      | Penang FA                                                                                  | 3 - 2                                                                                      | Singapour FA                                                                               | Chinese Assembly Hall, Ipoh                                                                |
| 1954      | Penang FA                                                                                  | 3 - 0                                                                                      | Singapour FA                                                                               | Royal Selangor Club, Kuala Lumpur                                                          |
| 1955      | Singapour FA                                                                               | 3 - 1                                                                                      | Kelantan FA                                                                                | Rifle Range Road, Singapur                                                                 |
| 1956      | Selangor FA                                                                                | 2 - 1                                                                                      | Singapour FA                                                                               | Royal Selangor Club, Kuala Lumpur                                                          |
| 1957      | Perak FA                                                                                   | 3 - 2                                                                                      | Selangor FA                                                                                | Estadio Merdeka, Kuala Lumpur                                                              |
| 1958      | Penang FA                                                                                  | 3 - 3, 3 - 1                                                                               | Singapour FA                                                                               | Estadio Merdeka, Kuala Lumpur                                                              |
| 1959      | Selangor FA                                                                                | 4 - 0                                                                                      | Perak FA                                                                                   | Estadio Merdeka, Kuala Lumpur                                                              |
| 1960      | Singapour FA                                                                               | 2 - 0                                                                                      | Perak FA                                                                                   | Estadio Merdeka, Kuala Lumpur                                                              |
| 1961      | Selangor FA                                                                                | 4 - 2                                                                                      | Perak FA                                                                                   | Estadio Merdeka, Kuala Lumpur                                                              |
| 1962      | Selangor FA                                                                                | 1 - 0                                                                                      | Penang FA                                                                                  | Estadio Merdeka, Kuala Lumpur                                                              |
| 1963      | Selangor FA                                                                                | 6 - 2                                                                                      | Penang FA                                                                                  | Estadio Merdeka, Kuala Lumpur                                                              |
| 1964      | Singapour FA                                                                               | 3 - 2                                                                                      | Perak FA                                                                                   | Estadio Merdeka, Kuala Lumpur                                                              |
| 1965      | Singapour FA                                                                               | 3 - 1                                                                                      | Selangor FA                                                                                | Estadio Merdeka, Kuala Lumpur                                                              |
| 1966      | Selangor FA                                                                                | 1 - 0                                                                                      | Armed Forces                                                                               | Estadio Merdeka, Kuala Lumpur                                                              |
| 1967      | Perak FA                                                                                   | 2 - 1                                                                                      | Singapour FA                                                                               | Estadio Merdeka, Kuala Lumpur                                                              |
| 1968      | Selangor FA                                                                                | 8 - 1                                                                                      | Penang FA                                                                                  | Estadio Merdeka, Kuala Lumpur                                                              |
| 1969      | Selangor FA                                                                                | 1 - 0                                                                                      | Penang FA                                                                                  | Estadio Merdeka, Kuala Lumpur                                                              |
| 1970      | Perak FA                                                                                   | 2 - 0                                                                                      | Kelantan FA                                                                                | Estadio Merdeka, Kuala Lumpur                                                              |
| 1971      | Selangor FA                                                                                | 3 - 1                                                                                      | Perak FA                                                                                   | Estadio Merdeka, Kuala Lumpur                                                              |
| 1972      | Selangor FA                                                                                | 3 - 0                                                                                      | Perak FA                                                                                   | Estadio Merdeka, Kuala Lumpur                                                              |
| 1973      | Selangor FA                                                                                | 2 - 1                                                                                      | Terengganu FA                                                                              | Estadio Merdeka, Kuala Lumpur                                                              |
| 1974      | Penang FA                                                                                  | 2 - 1                                                                                      | Perak FA                                                                                   | Estadio Merdeka, Kuala Lumpur                                                              |
| 1975      | Selangor FA                                                                                | 1 - 0                                                                                      | Singapour FA                                                                               | Estadio Merdeka, Kuala Lumpur                                                              |
| 1976      | Selangor FA                                                                                | 3 - 0                                                                                      | Singapour FA                                                                               | Estadio Merdeka, Kuala Lumpur                                                              |
| 1977      | Singapour FA                                                                               | 3 - 2                                                                                      | Penang FA                                                                                  | Estadio Merdeka, Kuala Lumpur                                                              |
| 1978      | Selangor FA                                                                                | 4 - 2                                                                                      | Singapour FA                                                                               | Estadio Merdeka, Kuala Lumpur                                                              |
| 1979      | Selangor FA                                                                                | 2 - 0                                                                                      | Singapour FA                                                                               | Estadio Merdeka, Kuala Lumpur                                                              |
| 1980      | Singapour FA                                                                               | 2 - 1                                                                                      | Selangor FA                                                                                | Estadio Merdeka, Kuala Lumpur                                                              |
| 1981      | Selangor FA                                                                                | 4 - 0                                                                                      | Singapour FA                                                                               | Estadio Merdeka, Kuala Lumpur                                                              |
| 1982      | Selangor FA                                                                                | 1 - 0                                                                                      | Terengganu FA                                                                              | Estadio Merdeka, Kuala Lumpur                                                              |
| 1983      | Pahang FA                                                                                  | 3 - 2                                                                                      | Selangor FA                                                                                | Estadio Merdeka, Kuala Lumpur                                                              |
| 1984      | Selangor FA                                                                                | 3 - 1                                                                                      | Pahang FA                                                                                  | Estadio Merdeka, Kuala Lumpur                                                              |
| 1985      | Johor FA                                                                                   | 2 - 0                                                                                      | Kuala Lumpur FA                                                                            | Estadio Merdeka, Kuala Lumpur                                                              |
| 1986      | Selangor FA                                                                                | 6 - 1                                                                                      | Johor FA                                                                                   | Estadio Merdeka, Kuala Lumpur                                                              |
| 1987      | Kuala Lumpur FA                                                                            | 1 - 0                                                                                      | Kedah FA                                                                                   | Estadio Merdeka, Kuala Lumpur                                                              |
| 1988      | Kuala Lumpur FA                                                                            | 3 - 0                                                                                      | Kedah FA                                                                                   | Estadio Merdeka, Kuala Lumpur                                                              |
| 1989      | Kuala Lumpur FA                                                                            | 2 - 1                                                                                      | Kedah FA                                                                                   | Estadio Merdeka, Kuala Lumpur                                                              |
| 1990      | Kedah FA                                                                                   | 3 - 1                                                                                      | Singapour FA                                                                               | Estadio Merdeka, Kuala Lumpur                                                              |
| 1991      | Johor FA                                                                                   | 3 - 1                                                                                      | Selangor FA                                                                                | Estadio Merdeka, Kuala Lumpur                                                              |
| 1992      | Pahang FA                                                                                  | 1 - 0                                                                                      | Kedah FA                                                                                   | Estadio Merdeka, Kuala Lumpur                                                              |
| 1993      | Kedah FA                                                                                   | 2 - 0                                                                                      | Singapour FA                                                                               | Estadio Merdeka, Kuala Lumpur                                                              |
| 1994      | Singapour FA                                                                               | 4 - 0                                                                                      | Pahang FA                                                                                  | Estadio Shah Alam, Selangor                                                                |
| 1995      | Selangor FA                                                                                | 1 - 0                                                                                      | Pahang FA                                                                                  | Estadio Shah Alam, Selangor                                                                |
| 1996      | Selangor FA                                                                                | 1 - 1 (5 - 3 pen.)                                                                         | Sabah FA                                                                                   | Estadio Shah Alam, Selangor                                                                |
| 1997      | Selangor FA                                                                                | 1 - 0                                                                                      | Pahang FA                                                                                  | Estadio Shah Alam, Selangor                                                                |
| 1998      | Perak FA                                                                                   | 1 - 1 (5 - 3 pen.)                                                                         | Terengganu FA                                                                              | Estadio Bukit Jalil, Kuala Lumpur                                                          |
| 1999      | Brunéi FA                                                                                  | 2 - 1                                                                                      | Sarawak FA                                                                                 | Estadio Merdeka, Kuala Lumpur                                                              |
| 2000      | Perak FA                                                                                   | 2 - 0                                                                                      | Negeri Sembilan FA                                                                         | Estadio Shah Alam, Selangor                                                                |
| 2001      | Terengganu FA                                                                              | 2 - 1                                                                                      | Perak FA                                                                                   | Estadio Bukit Jalil, Kuala Lumpur                                                          |
| 2002      | Selangor FA                                                                                | 1 - 0                                                                                      | Sabah FA                                                                                   | Estadio Bukit Jalil, Kuala Lumpur                                                          |
| 2003      | MPPJ Selangor FC                                                                           | 3 - 0                                                                                      | Sabah FA                                                                                   | Estadio Bukit Jalil, Kuala Lumpur                                                          |
| 2004      | Perlis FA                                                                                  | 1 - 0                                                                                      | Kedah FA                                                                                   | Estadio Bukit Jalil, Kuala Lumpur                                                          |
| 2005      | Selangor FA                                                                                | 3 - 0                                                                                      | Perlis FA                                                                                  | Estadio Bukit Jalil, Kuala Lumpur                                                          |
| 2006      | Perlis FA                                                                                  | 2 - 1                                                                                      | Negeri Sembilan FA                                                                         | Estadio Bukit Jalil, Kuala Lumpur                                                          |
| 2007      | Kedah FA                                                                                   | 3 - 0                                                                                      | Perak FA                                                                                   | Estadio Bukit Jalil, Kuala Lumpur                                                          |
| 2008      | Kedah FA                                                                                   | 3 - 2                                                                                      | Selangor FA                                                                                | Estadio Bukit Jalil, Kuala Lumpur                                                          |
| 2009      | Negeri Sembilan FA                                                                         | 3 - 1                                                                                      | Kelantan FA                                                                                | Estadio Bukit Jalil, Kuala Lumpur                                                          |
| 2010      | Kelantan FA                                                                                | 2 - 1                                                                                      | Negeri Sembilan FA                                                                         | Estadio Bukit Jalil, Kuala Lumpur                                                          |
| 2011      | Negeri Sembilan FA                                                                         | 2 - 1                                                                                      | Terengganu FA                                                                              | Estadio Shah Alam, Selangor                                                                |
| 2012      | Kelantan FA                                                                                | 3 - 2                                                                                      | ATM FA                                                                                     | Estadio Shah Alam, Selangor                                                                |
| 2013      | Pahang FA                                                                                  | 1 - 0                                                                                      | Kelantan FA                                                                                | Estadio Shah Alam, Selangor                                                                |
| 2014      | Pahang FA                                                                                  | 2 - 2 (5 - 3 pen.)                                                                         | Johor Darul Takzim                                                                         | Estadio Bukit Jalil, Kuala Lumpur                                                          |
| 2015      | Selangor FA                                                                                | 2 - 0                                                                                      | Kedah FA                                                                                   | Estadio Shah Alam, Selangor                                                                |
| 2016      | Kedah FA                                                                                   | 1 - 1 (6 - 5 pen.)                                                                         | Selangor FA                                                                                | Estadio Shah Alam, Selangor                                                                |
| 2017      | Johor Darul Takzim                                                                         | 2 - 0                                                                                      | Kedah FA                                                                                   | Estadio Shah Alam, Selangor                                                                |
| 2018      | Perak FA                                                                                   | 3 - 3 (4 - 1 pen.)                                                                         | Terengganu FA                                                                              | Estadio Shah Alam, Selangor                                                                |
| 2019      | Johor Darul Takzim                                                                         | 3 - 0                                                                                      | Kedah FA                                                                                   | Estadio Bukit Jalil, Kuala Lumpur                                                          |
| 2020      | Cancelada debido a la pandemia de COVID-19                                                 | Cancelada debido a la pandemia de COVID-19                                                 | Cancelada debido a la pandemia de COVID-19                                                 | Cancelada debido a la pandemia de COVID-19                                                 |
| 2021      | Kuala Lumpur City FC                                                                       | 2 - 0                                                                                      | Johor Darul Takzim                                                                         | Estadio Bukit Jalil, Kuala Lumpur                                                          |
| 2022      | Johor Darul Takzim                                                                         | 2 - 1                                                                                      | Selangor FC                                                                                | Estadio Bukit Jalil, Kuala Lumpur                                                          |
| 2023      | Johor Darul Takzim                                                                         | 3 - 1                                                                                      | Terengganu FC                                                                              | Estadio Bukit Jalil, Kuala Lumpur                                                          |

## Títulos por club
| Club                       | Campeón | 2° | Años campeón |
| -------------------------- | ------- | -- | --- |
| Selangor FA                | 33      | 17 | 1922, 1927, 1928, 1929, 1935, 1936, 1938, 1949, 1956, 1959, 1961, 1962, 1963, 1966, 1968, 1969, 1971, 1972, 1973, 1975, 1976, 1978, 1979, 1981, 1982, 1984, 1986, 1995, 1996, 1997, 2002, 2005, 2015 |
| Singapore FA †             | 24      | 19 | 1921, 1923, 1924, 1925, 1928, 1929, 1930, 1932, 1933, 1934, 1937, 1939, 1940, 1941, 1950, 1951, 1952, 1955, 1960, 1964, 1965, 1977, 1980, 1994                                                       |
| Perak FA                   | 8       | 11 | 1926, 1931, 1957, 1967, 1970, 1998, 2000, 2018 |
| Kedah FA                   | 5       | 9  | 1990, 1993, 2007, 2008, 2016 |
| Penang FA                  | 4       | 9  | 1953, 1954, 1958, 1974 |
| Pahang FA                  | 4       | 4  | 1983, 1992, 2013, 2014 |
| Johor Darul Takzim FC      | 4       | 2  | 2017, 2019, 2022, 2023 |
| Kuala Lumpur City FC       | 4       | 1  | 1987, 1988, 1989, 2021 |
| Negeri Sembilan FA         | 3       | 2  | 1948, 2009, 2011 |
| Kelantan FA                | 2       | 4  | 2010, 2012 |
| Johor Darul Ta'zim II F.C. | 2       | 1  | 1985, 1991 |
| Perlis FA                  | 2       | 1  | 2004, 2006 |
| Terengganu FA              | 1       | 6  | 2001 |
| Brunéi FA †                | 1       | -  | 1999 |
| MPPJ Selangor FC †         | 1       | -  | 2003 |
| Sabah FA                   | -       | 3  | ----- |
| ATM FA (Armed Forces)      | -       | 3  | ----- |
| Sarawak FA                 | -       | 1  | ----- |

- † Equipo desaparecido.